# 嫦娥六号
嫦娥六号是由中国国家航天局组织并实施的中国探月工程第六次月球探测任务，执行继嫦娥五号后的第二次月球采样返回任务，本次任务首次实现人类从月球背面采集月壤样本并将其带回地球。與中国探月工程先前的計畫一樣，太空船以中國月亮女神嫦娥的名字命名。
嫦娥六号于2024年5月3日17时27分29.132秒由长征五号运载火箭自中国文昌航天发射场发射升空；6月2日，着陆器和上升器在月球背面阿波罗盆地着陆；6月4日，上升器自月球起飞；6月25日，返回器携带共计1935.3克月球背面月壤樣本在内蒙古四子王旗着陆场着陆。嫦娥六号任務共持續52天20小时39分。

## 背景
嫦娥六號是中國探月工程的一部分。 這項任務是繼嫦娥一號（2007年發射）和二號（2010年）與軌道器、嫦娥三號（2013年）和四號（2018年）與月球車、以及2020年發射的嫦娥五號采样返回任務之後的任務。
先前的任務（美国阿波羅計畫和前苏联月球計畫）帶回的所有月球土壤樣本都來自月球正面。 科學界認為從月球背面返回土壤樣本是一個優先目標，因為月球背面與正面截然不同，而对于此现象，目前尚未找到令人滿意的解釋。美国国家航空航天局新疆界計畫期望於2017年提出的月升号（MoonRise）任務执行类似的月背采样考察，但该计划并没有实施。

## 任务目标
嫦娥六号任务的科学目标为：
- 完成月球背面着陆区的现场调查和分析；
- 完成月球背面样品的分析与研究。

任务的工程目标为：
- 突破月球逆行轨道设计与控制技术；
- 突破月背智能采样技术和月背起飞上升技术；
- 实现月球背面自动采样返回；
- 开展有效的国际合作。

## 系统组成
嫦娥六号是嫦娥五号的备份，具备基本相同的系统组成，但比嫦娥五号重了100公斤。
嫦娥六号由轨道器、返回器、上升器和着陆器组成，总质量达8350千克，其中轨道器负责飞到月球和返回地球，着陆器负责落到月背表面并进行样本采集，上升器主要负责携带采集的样本从月球背面起飞，返回器携带月壤再入返回地球。

## 科學载荷和国际合作
在2018年第69届国际宇航大会上，中国国家航天局局长张克俭表示，中国愿意与各国开展航天合作，并在嫦娥六号的轨道器和着陆器上为国际合作伙伴提供10公斤的载荷。2022年11月，国家航天局宣布該任務將攜帶來自四個國際合作夥伴的有效载荷：

### 着陆器载荷
- 意大利漫游激光角反射器 - 意大利国家核物理研究所研發的INRRI（着陆激光反射调查器）由後向反射器組成，可精確測量從著陸器到軌道的距離。[30]INRRI類似於斯基亞帕雷利EDM登陸器（Schiaparelli）和洞察号火星探测器（InSight）任務中使用的儀器。
- 欧洲空间局/瑞典月表负离子探测仪 - NILS（月球表面負離子），一種探測和測量月球表面反射負離子的儀器[31][32]。
- 法国氡气探测仪 DORN（道恩, 氡氣檢測）- 用於研究月球塵埃和其他揮發物在月球風化層和月球外逸層之間的傳輸，包括月球水（英语：Lunar water）循環[33][34]。
- 着陆相机（LCAM）安装在着陆器底部，在下降过程中拍摄着陆区域的图像，目的是记录着陆区域的形态和表面地质[35]。
- 全景照相机（PCAM）安装在着陆器的顶部。它的目标是提供着陆点和周围环境的图像，以及表面采样区的高分辨率图像[36]。

### 轨道器载荷
- 巴基斯坦ICUBE-Q（英语：ICUBE-Q）立方衛星 - 巴基斯坦太空技術研究所（英语：Institute of Space Technology）和上海交通大学研發的ICUBE-Q軌道器，攜帶兩台光學相機對月球表面進行成像並取得月球磁場資料[37]。

### “金蟾”号微型月球车

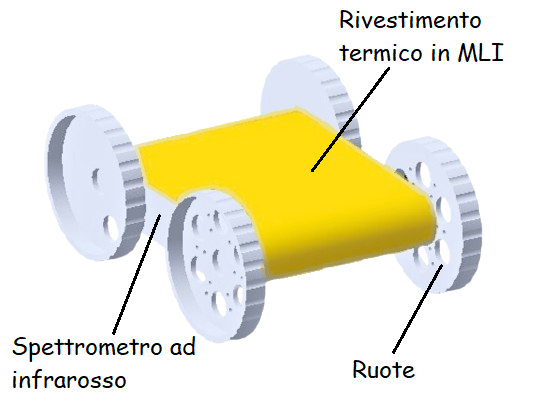
“金蟾”号微型月球车模型

“金蟾”号微型月球车由中国空间技术研究院空间控制技术研究所研制，因其镀金绝缘外壳而得名，有时它也被称作“移动相机”或“自主智能微型机器人”。“金蟾”号重约5公斤，在上下两面配备了微型太阳能电池板，前后两端配备了摄像头，这是为了保证其无论以何种姿态从嫦娥六号的侧面挂点释放至月面后均能工作。“金蟾”号搭载了红外成像光谱仪，支持对月球表面成分和月球土壤中水冰存在情况的研究。此外，“金蟾”还负责对嫦娥六号着陆器在月球表面进行成像。
“金蟾”号直到嫦娥六号发射前夕才被公开，直到其成功部署至月面后才得到官方证实。

## 任务准备
2017年，作为嫦娥五号备份的嫦娥六号探测器被生产出来。在嫦娥五号于2020年圆满完成任务后，嫦娥六号没有做出重大改动，但增加与改进了部分部件，如利用玄武岩纤维制造月面国旗。
2022年9月，嫦娥六号产品基本生产完毕。
2024年1月9日，嫦娥六号运送至文昌航天发射场。
2024年3月15日，执行嫦娥六号任务的长征五号遥八运载火箭安全运抵中国文昌航天发射场，后与先期运抵的嫦娥六号探测器一起开展发射场区总装和测试工作。
2024年4月27日上午，嫦娥六号探测器和长征五号遥八运载火箭在中国文昌航天发射场完成技术区相关工作后，器箭组合体垂直转运至发射区。
2024年5月1日上午，嫦娥六号月球探测任务组织发射前系统间全区合练，文昌航天发射场、北京飞控中心、西安卫星测控中心、远望号测量船队以及任务各测控场站等实施联调联控，各系统已经做好发射前准备工作。5月1日，国家航天局发布消息，经工程任务指挥部综合研判决策，探月工程四期嫦娥六号任务于2024年5月3日实施发射。
北京时间2024年5月3日17时27分，嫦娥六号探测器由长征五号遥八运载火箭在中国文昌航天发射场成功发射，之后准确进入地月转移轨道，发射任务取得圆满成功。

## 任务历程
嫦娥六号飞行任务全过程共52天20小时39分，由发射入轨段、地月转移段、近月制动段、环月飞行段、着陆下降段、月面工作段、月面上升段、交会对接与样品转移段、环月等待段、月地转移段和再入回收段11个飞行阶段组成。

### 发射

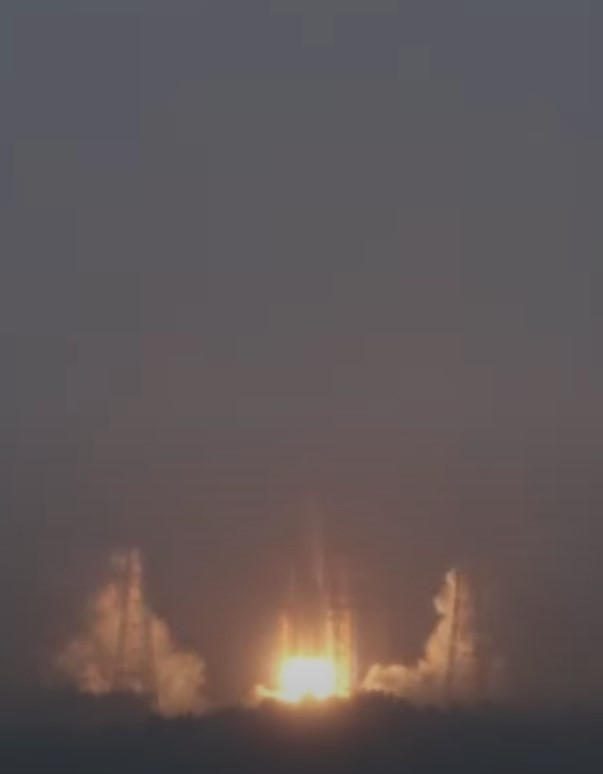
2024年5月3日17时27分，长征五号运载火箭（遥八）搭载嫦娥六号探测器在中国文昌航天发射场发射升空。

2024年5月3日17时27分，嫦娥六号探测器由长征五号遥八运载火箭自中国文昌航天发射场成功发射，并于约37分钟后完成器箭分离，准确进入近地点高度200公里，远地点高度约38万公里的地月转移轨道。尽管发射当天为多云大风天气，并在预定发射时间前10分钟开始降下大雨，但长征五号火箭仍在风雨中按时将嫦娥六号发射升空，圆满完成了任务。来自巴基斯坦、法国、意大利等12个国家航天机构、驻华使馆以及联合国、欧空局等国际组织约50名国际友人观看了本次发射。
2024年5月8日10时12分，嫦娥六号探测器成功实施近月制动，顺利进入周期12小时的环月轨道飞行。
2024年5月8日16时14分，嫦娥六号成功释放巴基斯坦ICUBE-Q立方衛星。
2024年5月30日，着陆器与上升器组合体和轨道器与返回器组合体实现在轨分离。

### 月面着陆与采样

月球勘测轨道飞行器拍摄到的嫦娥六号着陆位置（前/后）图像

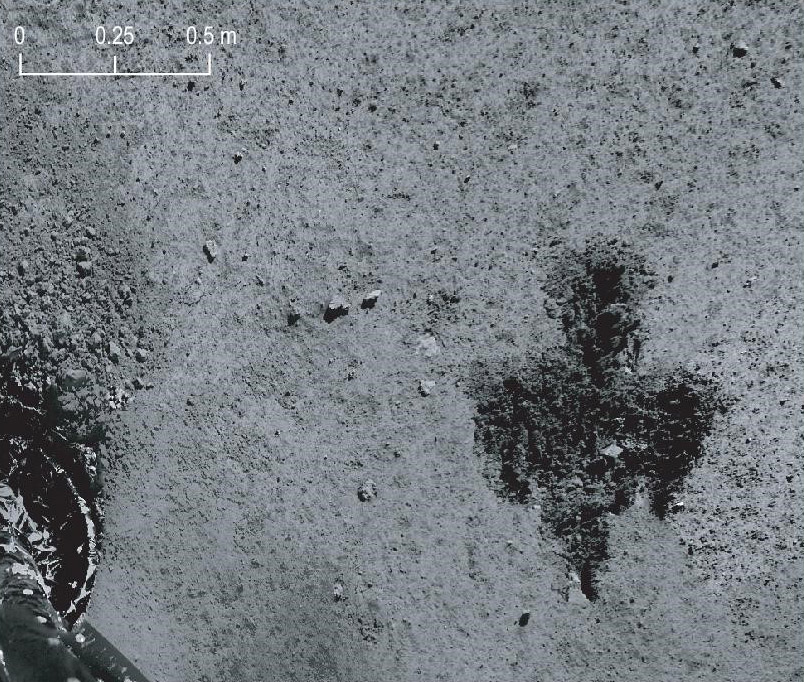
嫦娥六号月表取样区域

2024年6月2日6时9分，嫦娥六号着陆器和上升器组合体开始实施动力下降，7500牛变推力主发动机开机。6时23分，嫦娥六号着陆器和上升器组合体在鹊桥二号中继星支持下，成功着陆在月球背面南极-艾特肯盆地预选着陆区（41°38′19″S 153°59′07″W / 41.6385°S 153.9852°W） 。
2024年6月2日至3日，嫦娥六号顺利完成在月球背面南极-艾特肯盆地的智能快速采样，并将月球背面样品封装存放在上升器携带的贮存装置中。

### 月面起飛上升
2024年6月4日，表取完成後，嫦娥六號登陸器攜帶的五星紅旗在月球背面成功展開。這是中國大陸首次在月球背面獨立動態展示國旗。該國旗由新型複合材料和特殊工藝製作。由於落月位置不同，嫦娥六號國旗展示系統在嫦娥五號任務基礎上進行了適應性改進。
7时38分，携带月球样品的嫦娥六号上升器自月球背面起飞，随后成功进入预定环月轨道。嫦娥六号完成世界首次月球背面采样和起飞。

### 交會對接與樣品轉移
2024年6月6日14时48分，嫦娥六号上升器成功与轨道器和返回器组合体完成月球轨道的交会对接，并于15时24分将月球样品容器安全转移至返回器中。

### 样本返回
2024年6月21日，尽管国家航天局尚未提供有关此次任务的最新信息，但光学和无线电业余观测表明，该嫦娥六号轨返组合体已点火脱离月球轨道，准备返回地球。
2024年6月25日14时07分，嫦娥六号成功在内蒙古四子王旗预定区域着陆。等待返回器太空舱的搜索队利用直升机在几分钟内就到达了太空舱。（42°20′43″N 111°25′05″E / 42.34528°N 111.41806°E）
2024年6月26日下午，嫦娥六号返回器开舱活动在中国航天科技集团五院（中国空间技术研究院）举行，在对返回器进行表面处理后，从返回器中取出样品容器并交接给相应地面科研人员。

### 拓展任务
嫦娥六号轨道器与返回器分离后，继续执行拓展任务。2024年9月9日，轨道器到达日地L2拉格朗日点。 

## 样品处理及科研成果

### 样品处理

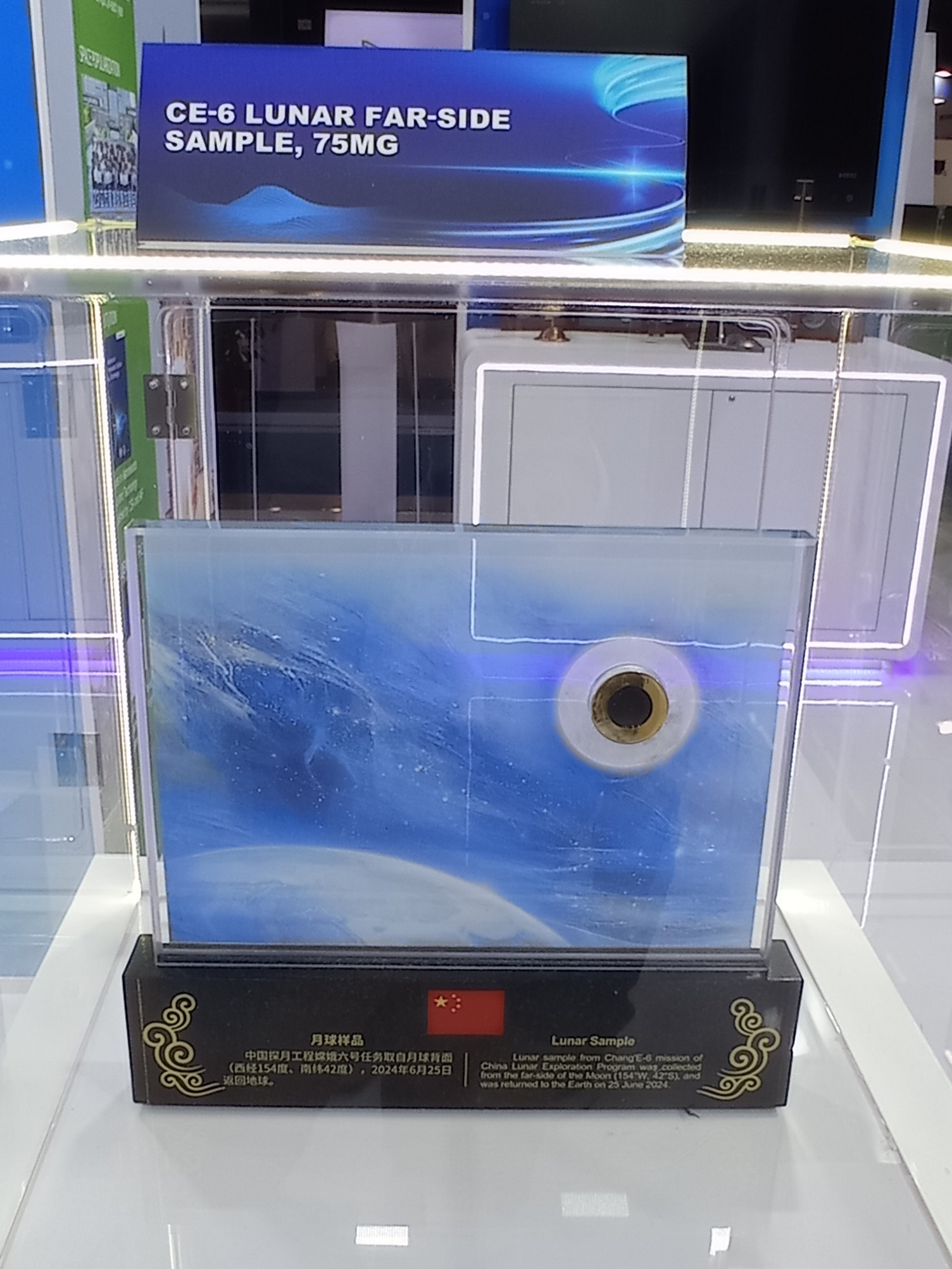
2024年国际宇航大会上展出的由嫦娥六号采集的75毫克月壤样品

2024年6月28日，中国国家航天局向中国科学院移交了嫦娥六号样品容器，交接了样品证书。经初步测算，嫦娥六号任务采集月球样品1935.3克，在样品安全运输至月球样品实验室后，地面应用系统的中国科学家将按计划开展月球样品的存储和处理，启动科研工作。
样品将由中国科学家与国际专家合作研究。在2020年嫦娥五号的前例中，国际合作伙伴在样品返回后约三年开始直接获取样品。
2024年10月14日举行的第75屆国际宇航大会上，首次向全球展出75毫克的樣本。

### 科研成果
由国家航天局组织，中国地质科学院地质研究所离子探针中心牵头组成的联合研究团队，在《科学》期刊发布嫦娥六号月球背面样品最新研究成果。研究显示，月球背面和正面样品中玄武岩的成分相似，本次研究样品中玄武岩的主体形成年龄为28.23亿年，源区特征验证了月球岩浆洋模型，且表明形成南極-艾特肯盆地的撞击作用可能对月球早期月幔进行了改造。联合团队通过分析嫦娥六号月球背面样品，发现月球背面存在与正面一样的克里普物质层，且月球背面和正面样品中玄武岩的成分相似，表明月球形成初期应存在全月尺度的岩浆洋。此外，研究还发现月球背面和正面样品玄武岩中铅同位素的演化路径不同，表明月球的不同区域在岩浆洋结晶后演化过程存在差异。月球表面盆地尺度的撞击事件，尤其是南极-艾特肯盆地的撞击，可能改造了月幔的物理化学性质。